# United Soccer Association
La United Soccer Association (USA) fu una Lega professionistica che organizzò nel 1967, unica stagione di attività, il campionato di calcio di Prima Divisione nordamericana prima di confluire, nel 1968, nella North American Soccer League (NASL).

## Storia
Nel 1966, un gruppo di imprenditori formarono un consorzio noto come North American Soccer League, allo scopo di istituire un campionato professionistico di calcio in Nord America. Tale consorzio ebbe quasi subito il patrocinio sia della U.S. Soccer Federation che della FIFA, che gli riconobbe lo status di campionato di Prima Divisione. Ma un gruppo rivale, noto come National Professional Soccer League (NPSL), si propose come alternativa e il presidente del consorzio NASL, l'impresario sportivo canadese Jack Kent Cooke, onde evitare confusioni sugli acronimi, ribattezzò il suo gruppo United Soccer Association. Si arrivò a una situazione di stallo, in quanto sebbene la USA fosse ufficialmente accreditato come vero campionato nazionale, era la NPSL ad avere un contratto televisivo, con la CBS. Questo provocò la migrazione in massa di tutti i giocatori delle franchigie della USA verso quelle della NPSL. Inizialmente intenzionata a partire nella primavera del 1968, la USA si trovò così spiazzata e decise di giocare d'anticipo, “importando” intere squadre europee in Nord America e facendo loro disputare il torneo del 1967 per conto delle franchigie ufficialmente censite, al fine di dar loro il tempo di ricostruire le squadre per la stagione successiva. Vennero invitate squadre dall'Inghilterra, dalla Scozia, dal Brasile, dall'Argentina, dall'Italia, dall'Uruguay, dai Paesi Bassi e dall'Irlanda.
Le squadre approfittarono della stagione estiva per giocare in Nord America: il 28 maggio 1967 partì il campionato e la prima partita, a Houston, vide un'affluenza di 34.965 spettatori. La media, tuttavia, non fu sempre così alta, e si attestò intorno ai 7.900 spettatori per gara. Tra le dodici squadre partecipanti spiccarono i Los Angeles Wolves (rappresentati dal Wolverhampton), i Cleveland Stokers (Stoke City) e i Washington Whips (Aberdeen). Il miglior marcatore fu Roberto Boninsegna con 10 gol, la cui squadra, allora il Cagliari, rappresentava i Chicago Mustangs. Il torneo durò due mesi e la fase di play-off fu disputata alla fine di luglio: Los Angeles vinse alla monetina il sorteggio per ospitare la finale in gara unica contro Washington, e l'ultimo atto del torneo si tenne di fronte a 17.824 spettatori al Coliseum. La squadra di casa vinse 6-5 ai tempi supplementari e fu, in assoluto, la prima a poter fregiarsi ufficialmente del titolo di campione nazionale nordamericana.

### Il ritorno alla NASL
Nel dicembre del 1967, dal momento che la CBS, vista la scarsa audience televisiva, non rinnovò il contratto con la NPSL, questa, di concerto con la USA, decise la fusione e la nascita della nuova North American Soccer League, che aprì i battenti nella primavera del 1968. Molti club della USA si sciolsero, principalmente al fine di non avere due squadre nella stessa città, oppure si fusero tra di essi o con quelli provenienti dalla NSPL. Il primo caso fu quello di Toronto, New York e Oakland, in cui le squadre della USA lasciarono spazio rispettivamente ai Toronto Falcons, ai New York Generals e agli Oakland Clippers. Tutte le squadre della vecchia USA, comunque, si sciolsero in breve tempo, e l'unica superstite fu quella dei Dallas Tornado, che disputò il campionato NASL fino al 1981.

## Squadre partecipanti
| Club                      | Squadra rappresentante | Stagione | Città         | Stadio              | Stagione precedente |
| ------------------------- | ---------------------- | -------- | ------------- | ------------------- | ------------------- |
| Boston Rovers             | Shamrock Rovers        | dettagli | Boston        | Manning Bowl (Lynn) | Esordiente          |
| Chicago Mustangs          | Cagliari               | dettagli | Chicago       | Comiskey Park       | Esordiente          |
| Cleveland Stokers         | Stoke City             | dettagli | Cleveland     | Cleveland Stadium   | Esordiente          |
| Dallas Tornado            | Dundee Utd             | dettagli | Dallas        | Cotton Bowl         | Esordiente          |
| Detroit Cougars           | Glentoran              | dettagli | Detroit       | Tiger Stadium       | Esordiente          |
| Houston Stars             | Bangu                  | dettagli | Houston       | Astrodome           | Esordiente          |
| L.A. Wolves               | Wolverhampton          | dettagli | Los Angeles   | Memorial Coliseum   | Esordiente          |
| N.Y. Skyliners            | Cerro                  | dettagli | New York      | Yankee Stadium      | Esordiente          |
| S.F. Gales                | ADO Den Haag           | dettagli | San Francisco | Kezar Stadium       | Esordiente          |
| Toronto City              | Hibernian              | dettagli | Toronto       | Varsity Stadium     | Inattivo            |
| Vancouver Royal Canadians | Sunderland             | dettagli | Vancouver     | Empire Stadium      | Esordiente          |
| Washington Whips          | Aberdeen               | dettagli | Washington    | D.C. Stadium        | Esordiente          |

## Formula
Tutte le squadre giocavano dodici incontri, sei in casa e sei in trasferta, incontrando almeno una volta tutte le altre avversarie. Venivano assegnati due punti per ogni vittoria e uno per ogni pareggio. Le prime classificate delle due division si qualificavano alla finale per il titolo, in gara unica.

## Classifiche regular season

### Eastern Division
|  | Pos. | Squadra           | Pt | G  | V | N | P | GF | GS |
|  | ---- | ----------------- | -- | -- | - | - | - | -- | -- |
|  | 1.   | Washington Whips  | 15 | 12 | 5 | 5 | 2 | 19 | 11 |
|  | 2.   | Cleveland Stokers | 14 | 12 | 5 | 4 | 3 | 19 | 13 |
|  | 3.   | Toronto City      | 13 | 12 | 4 | 5 | 3 | 23 | 17 |
|  | 4.   | Detroit Cougars   | 12 | 12 | 3 | 6 | 3 | 11 | 18 |
|  | 5.   | N.Y. Skyliners    | 10 | 12 | 2 | 6 | 4 | 15 | 17 |
|  | 6.   | Boston Rovers     | 7  | 12 | 2 | 3 | 7 | 12 | 26 |

### Western Division
|  | Pos. | Squadra                   | Pt | G  | V | N | P | GF | GS |
|  | ---- | ------------------------- | -- | -- | - | - | - | -- | -- |
|  | 1.   | L.A. Wolves               | 15 | 12 | 5 | 5 | 2 | 21 | 14 |
|  | 2.   | S.F. Gales                | 13 | 12 | 5 | 3 | 4 | 25 | 19 |
|  | 3.   | Chicago Mustangs          | 13 | 12 | 3 | 7 | 2 | 20 | 14 |
|  | 4.   | Houston Stars             | 12 | 12 | 4 | 4 | 4 | 19 | 18 |
|  | 5.   | Vancouver Royal Canadians | 11 | 12 | 3 | 5 | 4 | 20 | 28 |
|  | 6.   | Dallas Tornado            | 9  | 12 | 3 | 3 | 6 | 14 | 23 |

## Finale
| Los Angeles 14 luglio 1967 | L.A. Wolves | 6 – 5 (d.t.s.) | Washington Whips | Memorial Coliseum (17.824 spett.) |